# Anban
Die Anban-Stätte (chinesisch 案板遗址, Pinyin Ànbǎn  Yízhǐ; engl. Anban site) ist eine neolithische Fundstätte der Longshan-Kultur im Kreis Fufeng der chinesischen Provinz Shaanxi.